# Jota (football, 1991)
Pour les articles homonymes, voir Jota (homonymie).
José Ignacio Peleteiro Ramallo, dit Jota, né le 16 juin 1991 à A Pobra do Caramiñal, est un footballeur espagnol qui évolue au poste de milieu de terrain au Deportivo Alavés.

## Carrière de joueur
Le 15 août 2014, Jota rejoint le club anglais de Brentford, équipe évoluant en deuxième division anglaise.
Le 16 janvier 2016, il est prêté à SD Eibar pour une saison et demie.
Le 31 août 2017, il rejoint Birmingham City.
Le 5 juin 2019, Jota s'engage pour deux saisons avec Aston Villa. Le 4 octobre 2020, il est libéré de son contrat avec Aston Villa et s'engage avec le Deportivo Alavés.

## Palmarès

### En club
- SD Eibar
  - Champion d'Espagne de D2 en 2014.